# 沖縄平和賞
沖縄平和賞（おきなわへいわしょう）は沖縄県が実施する平和に関する賞。

## 歴代受賞者
- 第1回（2002年） - ペシャワール会
- 第2回（2004年） - AMDA
- 第3回（2006年） - 沖縄・ラオス国口唇口蓋裂患者支援センター
- 第4回（2008年） - 難民を助ける会
- 第5回（2010年） - シェア＝国際保健協力市民の会
- 第6回（2012年） - シャプラニール＝市民による海外協力の会
- 第7回（2014年） - ジャパンハート
- 第8回（2016年） - 難民支援協会
- 第9回（2018年） - 日本国際ボランティアセンター
- 第10回（2020年） - 国際協力NGOセンター
- 第11回（2022年） - ひめゆり平和祈念資料館[3]